# Camel (fleuve)
Pour les articles homonymes, voir Camel.
Le Camel (en cornique Dowr Kammel) est un fleuve de Cornouailles, au Royaume-Uni. Il prend sa source au bord de Bodmin Moor et avec ses affluents il irrigue une large partie des Cornouailles septentrionales. Après un cours d'environ 74 km, il se jette dans l’océan Atlantique, au niveau de la mer Celtique, entre Stepper Point et Pentire Point. Le fleuve est soumis à l’influence des marées au moins jusqu’à Egloshayle.
Le nom « Camel » vient d’une expression cornique, « Kammel », qui signifie « le tortueux », en référence aux convolutions de son cours. Ce nom n’est appliqué à l’ensemble du fleuve que depuis une époque récente. Historiquement, le fleuve était divisé en trois segments : Heyl (du cornique Heyl, signifiant « estuaire ») désignait la partie allant de l’estuaire à Egloshayle, la rivière Allen (du cornique Dowr Alen, signifiant « rivière étincelante ») désignait la partie entre Egloshayle et Trecarne, le nom de Camel étant réservé au cours supérieur, entre la source et Trecarne.
Le Camel est renommé pour le nautisme, l’observation des oiseaux et la pêche.